# Patrick Loiseau
Pour les articles homonymes, voir Loiseau.
Pour l'homme politique, voir Patrick Loiseau.
 (mars 2014).
Patrick Loiseau, né le 8 juin 1949 à Limoges (Haute-Vienne), est un auteur-interprète, peintre et photographe français. Il est marié à Dave, après avoir été le compagnon d'Anthony Perkins.
Patrick Loiseau rencontre Dave en 1971. La première chanson qu'il lui écrit est Un rocher sur ton île. Mais c'est son adaptation de Sugar Baby Love des Rubettes en Trop beau qui fait de Patrick le parolier attitré de Dave, dont il a écrit la presque totalité des chansons et pour qui il a dessiné de nombreuses pochettes de disques.
Il a notamment écrit pour Demis Roussos, Jeane Manson, Richard Anthony, Françoise Hardy, Sylvie Vartan, Hélène Ségara, Plastic Bertrand, Guy Bonnardot et Récréation.
Dans les années 1980, il tente sa chance en tant que chanteur.

## Biographie
Patrick Loiseau naît en 1949 à Limoges. Ses parents divorcent alors qu'il n'est qu'un tout jeune enfant, et il passe une première année à Toulon en compagnie de sa mère, avant d'être placé à Hyères en pension, puis chez un vieux couple dans l'arrière-pays varois. Après le remariage de sa mère, c'est en banlieue parisienne qu'il grandit en compagnie de son jeune demi-frère. 
Adolescent introverti, Patrick passe tout son temps libre à crayonner, peindre et écouter des disques. Il se rêve graphiste, styliste, affichiste. Il fait ses études au lycée pilote de Montgeron entre 1964 et 1968, où il est remarqué par deux de ses professeurs, l'un pour son talent en dessin, l'autre pour sa voix et son écriture (il enregistre À quoi rêvent les jeunes filles de Musset). En 1968, après son baccalauréat, il exerce d'abord la profession de vendeur, puis de dessinateur (sa vocation[réf. nécessaire]), et enfin de parolier. Il débute dans ce domaine avec Patricia Carli.
Dès 1974, il devient l'auteur attitré de Dave - Trop beau (Sugar Baby Love), Vanina, Dansez maintenant, Du côté de chez Swann, Mon cœur est malade, Est-ce par hasard ? - son compagnon de longue date, dont il a fait la connaissance en 1971, après une courte idylle avec Anthony Perkins dont il avait du mal à faire son deuil. Certaines de ses chansons seront aussi interprétées, entre autres, par Demis Roussos - Mourir auprès de mon amour - Nicoletta, Jeane Manson, Jean-Luc Lahaye, Richard Anthony, Sylvie Vartan, Hélène Ségara et par son idole de toujours : Françoise Hardy - Noir sur blanc.
Il figure en première partie du spectacle de Dave à l'Olympia en 1982.

## Discographie
- 1980 : Ma parole (na parola) / Reginald (45T)
- 1980 : ‘Lui’ (version française de ‘Him’) avec Rupert Holmes (45T)
- 1980 : Il te faut quelqu'un (cieli azzuri) / J'suis pas junkie (45T)
- 1981 : Dans ces moments-là / Adélaïde (45T)
- 1981 : Moi je flâne / Cours lui dire (I go to pieces) (45T)
- 1982 : L'Amour absolu / Je ne veux rien savoir (45T)
- 1982 : L'Amour absolu (33T) :  
  - Face A : Trop de gens qui t'aiment (io ti voglio tanto bene) ; Je ne veux rien savoir ; Je suis puni ; C'est moi qui pars (more to love) ; Cours lui dire (I go to pieces) ; Moi je flâne
  - Face B : L'Amour absolu ; Jane ; On va jouer ; En 1962 ; Ma parole (na parola) ; L'amour s'en va
- 1984 : C'est l'amour qui veut ça (avec Sarah Grimaldi) / Appels de phares (45T)
- 1986 : Prends-moi au sérieux / J'apprendrai (45T)